# Taijó no ódzsi: Horus no daibóken
A Taijó no ódzsi: Horus no daibóken (太陽の王子 ホルスの大冒険; Hepburn: Taiyō no ōji: Horusu no daibōken, ’A Nap hercege: Horus kalandjai’) 1968-ban bemutatott, egész estés japán animációs játékfilm, amely a Toei Animation gyártásában készült. A filmet Takahata Iszao rendezte, akinek ez a film jelentette rendezői pályafutásának kezdetét, és ez Mijazaki Hajao első nagyobb filmje. Kettejük partneri kapcsolatának kezdetét is ez a film jelentette, amely végül a Studio Ghibli megalapításához vezetett.
A Horust 1968. július 21-én mutatták be a japán mozik, az Egyesült Államokban 1970-től forgalmazták az angol nyelvű változatot.
A film főszereplője Horus, aki apja utolsó kérésére elindul megkeresni népét és, hogy kalandos utazása során összekovácsolja a Nap kardját, mellyel elpusztíthatja a világot felemésztő gonoszt. A film főszereplőit Ókata Hiszako, Icsihara Ecuko és Hira Mikidzsiró szeijúk szólaltatják meg.
A Horus számos új technikai és stílusbeli újítást hozott a japán animációba, mint a felnőtt történetelbeszélés, a pszichológiai realizmus, a vizuális komplexitás, a nyílt politikai és társadalmi témák vagy a stiláris erőszak. Ez az első japán animációs film, amely sikeresen megingatta a Walt Disney-paradigmát, és jelentősen bővítette a lehetőségeket a gyermekrajzfilmek közegén túl. Bár az eredeti, 1968-as mozibemutató nem volt sikeres, ma elismerten az anime egy mérföldköve.

## Cselekmény
Horus, egy fiatal fiú egy északi királyságban él apjával. Egyik útján egy tucat gonosz szürke farkas támadja meg. Miközben próbálja őket lerázni, a gonoszt érezve felébred mellette egy sziklaóriás, Mogue. Az álmából felébredő óriást fájdalom gyötri, hogy enyhítse, Horus felmászik az óriás vállára, ahová egy ősi, rozsdás kard van leszúrva. Az óriás elmondja, hogy ez a „Nap kardja”, mely felszabadíthatja a világot a gonosz uralma alól abban az esetben, ha Horus újrakovácsolja és bemutatja rátermettségét a kard használatára. Ha sikerrel jár, akkor a „Nap hercegének” fogják hívni.
Horus apja a halálos ágyán elmondja fiának, hogy a családjuk egy északi tengerparti faluból származik, amelyet elpusztított Grunwald, a félelmetes jégdémon és ők ketten az egyedüli túlélők. Mielőtt meghalna, arra biztatja fiát, hogy térjen vissza szülőföldjére és álljon bosszút a falujáért.
Útján Horus társra lel Koróban, a medvebocsban, azonban hamarosan szembekerülnek Grunwalddal, aki leveti a fiút egy hegyoldalról, miután az visszautasítja, hogy őt szolgálja. Horus túléli az esést és megmentik egy közeli falu lakói. Miután végez egy óriási hallal, amely veszélyezteti a falusiak életét és megélhetését, hősként kezdik tisztelni.
A hal Grunwald csele volt, aki ráuszítja farkasait a falura. A csatában Horus és Koro egy elhagyatott faluig üldözi a farkasokat, ahol egy rejtélyes lánnyal, Hildával találkozik. Horus visszaviszi a falujába a lányt, ahol csodálatos énekével lenyűgözi a falusiakat. Egyedül a vezetőjük nem örül Horus és helyettese, Drago népszerűségének. Hilda, aki valójában Grunwald „húga” (Horust az „öccsének” kívánta megtenni, mielőtt lelökte volna a szikláról) és gonosz befolyása alatt áll egy sereg patkányt küld a falu megtámadására. Hilda és Drago összeesküsznek és megkísérlik megölni a vezetőt. Bár elvétik, sikerül ráterelni Horusra, akit a falusiak kiutasítanak.
Horus elindul megkeresni Grunwaldot, de útját állja Hilda és egy fehér bagoly, aki a hírvivő Grunvald és Hilda között. Hilda felfedi valódi énjét és megtámadja Horust, aki egy szakadékban reked, ahol víziók kezdik gyötörni a falusiakról és apjáról. Grunwald arra utasítja Hildát, a lány akarata ellenére, hogy ölje meg Horust, mialatt ő megtámadja a falut farkasaival és egy óriási jég mamuttal.
Horusnak sikerül elmenekülni az elvarázsolt erdőből és rájön, hogy a kardját közös erővel újra kell kovácsolni és a falusiaknak össze kell fogni, hogy legyőzhessék Grunwaldot. Hildával való rövid harc után, aki alaposan megbánta, hogy részt vett Grunwald tervében, Horus csatlakozik a falusiakhoz és a tomboló tüzeket használva kovácsolja újra kardját. A „Nap kardjának” újrakovácsolásával megjelenik Mogue és együtt legyőzik Grunwaldot. Hilda, aki a varázs „Életmedálját” adta Horusnak, a medál nélkül is életben marad és csatlakozik Horushoz és a falusiakhoz.

## Szereplők
| Szereplő             | Japán hang       | Angol hang      |
| -------------------- | ---------------- | --------------- |
| Horus (Hols)         | Ókata Hiszako    | Billie Lou Watt |
| Grunwald, a jégdémon | Hira Mikidzsiró  | Gilbert Mack    |
| Hilda                | Icsihara Ecuko   | Corinne Orr     |
| falusiak             | Tacsibana Kazuo  | Gilbert Mack    |
| falusiak             | Kamijama Hirosi  | Ray Owens       |
| faluvezető           | Misima Maszao    | Ray Owens       |
| Drago                | Nagata Jaszusi   | Gilbert Mack    |
| Ganko                | Tóno Eidzsiró    | Gilbert Mack    |
| Horus apja           | Jokomori Hiszasi | Gilbert Mack    |
| Toto, a fehér bagoly | Jokomori Hiszasi | Ray Owens       |
| Moog, a sziklaóriás  | Jokoucsi Tadasi  | Ray Owens       |
| Boldo                | Jokoucsi Tadasi  | N/A             |
| Csaharu              | Szugijama Tokuko | Corinne Orr     |
| Koro, a medvebocs    | Aszai Jukari     | Corinne Orr     |
| Csiro, a mókus       | Ohara Noriko     | Corinne Orr     |
| Mauni                | Mizugaki Jóko    | Corinne Orr     |
| Freppu (Flip)        | Hori Dzsunko     | Corinne Orr     |
| Potomu (Potom)       | Hori Dzsunko     | Corinne Orr     |

## Megvalósítás, inspirációk, témák
A Horus forgatása 1965 őszén kezdődött, de mivel az alkotók tökéletességre törekedtek, a film 1968 márciusára sem készült el, pedig abban az időben egy egész estés film elkészítése 8–10 hónapot vett igénybe a Toeinél. A csúszás miatt a stúdió egyre inkább a televíziós animáció felé fordult. Takahata Iszao rendező és Ócuka Jaszuo animációs rendező a helyzetet egalitariánus módon közelítették meg, s összehívták a teljes stábot tervezési megbeszéléseket tartani. Ez lehetőséget adott Mijazaki Hajaónak, hogy jelentősen részt vegyen a történet és az animáció alakításában.
A történet Fukazava Kazuo forgatókönyvíró Csikiszani no taijó (チキサニの太陽; Hepburn: Chikisani no taiyō) című bábjátékán alapszik, amely a jukar ainu népmesék egyike, az Okikurumi to akuma no ko (オキクルミと悪魔の子) újraértelmezése. A helyszínt Hokkaidóról Skandináviára változtatták, mivel abban az időben rossz szemmel nézték a Japánban játszódó animéket. A történetet inspirálta az a szándék is, hogy megszólítsa a felnőtt közönséget, hogy tükrözze a társadalmi változásokat a kortárs Japánban és bemutassa a szocialista eszméket a középpontban álló falu közösségén keresztül, ahol a főszereplők nem csak alakítják saját sorsukat a nagykorúvá válásuk során, de ahol felnövésük előnyös a társadalom egésze számára is. A film bemutatja a helyet, ahol az emberek képesek lerázni az elnyomó erőket és örömet okoznak a közösségi erőfeszítések, mint a megélhetést biztosító halászat.

## Megjelenések
A film japán bemutatója 1968. július 21-én volt. LD-n 1990. november 25-én, VHS-en 1999. február 1-jén, DVD-n pedig 2002. július 21-én jelent meg Japánban.
Az Egyesült Államokban az American International Pictures (AIP) kezdte forgalmazni 1970-ben az angol nyelvre szinkronizált változatot. DVD-n a Metro-Goldwyn-Mayer (MGM) adta ki 2002-ben, online pedig a Netflix és a Hulu tette megtekinthetővé. 2014. december 23-án a Discotek Media is kiadta DVD-n új angol nyelvű felirattal és szinkronnal, két audiokommentárral, videóinterjúkkal, négy esszével, a gyártást bemutató képgalériával és az eredeti, 1968-as előzetessel, amelyet új felirattal láttak el.

## Fogadtatása, hatása
Mark Schilling a The Encyclopedia of Japanese Pop Culture-ben idézte a Hakubunkan Taijó című havi magazinjának egyik kritikusát, aki 1968-ban, miután megtekintette a Horust és A dzsungel könyvét, így fogalmazott: „A világ egyik sarkában most létezik egy kereskedelmi animáció, amely felülmúlta a Disneyt és elkezdett rohamosan fejlődni.”
Helen McCarthy Hayao Miyazaki; Master of Japanese Animation című könyvében megjegyzi, hogy a film csak egy rövid vetítési időszakot ért meg a mozikban kritikai és népszerűségi sikere ellenére. McCarthy szerint Mori Jaszudzsi „tiszta és egyszerű” karakterdizájnja Hildához lehetővé tette a „jelentős érzelmi mélység és rugalmasság” kifejezésére és megfigyelte, hogy ez a stílus jelentős hatással volt Takahatára és Mijazakira animációs pályafutásuk során.
2001-ben az Animage a Taijó no ódzsi: Horus no daibókent választotta minden idők harmadik legjobb animeprodukciójának. A Horus a 11. helyet szerezte meg minden idők 150 legjobb animációs filmjét és sorozatát tartalmazó listáján, amelyet a 2003-as Tokiói Laputa Animációs Fesztiválra készítettek el egy nemzetközi szintű felmérés során, 140 animációs művész és kritikus megkérdezésével.
Patrick Drazen az Anime Explosionben említi, hogy a film kulcsfontosságú munka az animáció fejlődésében és a csak tíz napig tartó vetítés vagy annak jele volt, hogy a Toei vezetősége képtelen volt felismerni az értékét, vagy egy trükk volt, hogy Mijazakit és Takahatát, aki többet nem rendezett a vállalatnak, a háttérbe szorítsák. Drazen megjegyzi, hogy a film befejezése alig leplezett lelkesítő kiáltás az akkori egyesüléseknek és diákmozgalmaknak, akik a filmet nagyon pozitívan fogadták. Drazen kitér Hilda komplex karakterére, aki néha a jó, néha a gonosz oldalt segíti, és az első Mijazaki és Takahata sokdimenziós hősnőinek sorában.
Ócuka Horus-nál használt animációs megoldásának celluloid animációra gyakorolt hatását külön kiemelik. Thomas LaMarre az The Anime Machine-ben írta, hogy Ócuka Jaszuo stílusát különösen fontos megérteni, hogy megértsük Mijazaki Hajao munkáját. A jelenetre, amelyben Horus az óriáshallal harcol, döntő mozzanatként hivatkoznak a médium fejlődésében, amely mély benyomást gyakorolt a Studio Ghibli későbbi animációs munkáira.
Justin Sevakis az Anime Networknek 2014 márciusában írt retrospektív kritikájában megjegyzi, hogy a film pénzügyileg kudarc volt, de rögtön híveket szerzett a fiatalok körében. A Horus az egyike azon kevés animációnak, amelyet Sevakis a felnőtt közönségnek is ajánl abból a korból, amelyben készült.
2017-ben Mike Toole (Anime News Network) minden idők 100 legjobb animefilmjét tartalmazó listáján az első helyre tette a Horust.

## Fordítás
- Ez a szócikk részben vagy egészben  a   The Great Adventure of Horus, Prince of the Sun című angol Wikipédia-szócikk ezen változatának fordításán alapul.  Az eredeti cikk szerkesztőit annak laptörténete sorolja fel. Ez a jelzés csupán a megfogalmazás eredetét és a szerzői jogokat jelzi, nem szolgál a cikkben szereplő információk forrásmegjelöléseként.